# La Maison du cinéma
La Maison du cinéma, localisé à Sherbrooke, est le plus important cinéma de l'Estrie,.

## Historique
L'édifice actuel du cinéma traverse plusieurs à partir de 1910, allant du Cinéma Premier (1910-1976) au Cinéma Capri (1977-1984) en passant par le Cinéma Festival (1976-1977),. 
En 1985, Jacques Foisy, un ex-président du Conseil de la culture de l'Estrie transforme l'établissement pour la Maison du cinéma. Il est alors conseillé par l'entrepreneur Roland Smith. L'une de ses premières actions est de rénover la salle principale du cinéma, la divisant du même coup en deux,.
En 2011, le cinéma change de propriétaire et passe aux mains de la famille Hurtubise, qui se spéciale dans la programmation des cinémas à travers le Québec,.

### Cinémas similaires
- Cinéma Beaubien
- Cinéma Le Clap
- Cinéma Le Tapis Rouge